# Neoribates quadrisetosus
Neoribates quadrisetosus är en kvalsterart som först beskrevs av Ewing 1917.  Neoribates quadrisetosus ingår i släktet Neoribates och familjen Parakalummidae. Inga underarter finns listade i Catalogue of Life.